# 1430.
1430. je četrto desetletje v 15. stoletju med letoma 1430 in 1439. 